# 협탐간부지
《협탐간부지》(중국어 간체자: 侠探简不知, 정체자: 俠探簡不知, 병음: Xiá tàn jiǎn bù zhī 샤탄젠부즈[*], 영어: Ancient Detective 앤션트 디텍티브[*])는 2020년 방송되었던 중국의 드라마이다.

## 소개
- 강호의 사건을 해결하는 조직 '신기곡'. 8년 전, 그 안에서 벌어진 혈전으로 인해 신기곡의 간진환이 죽는다. 그의 유일한 아들 간부지 또한 중상을 입고 모든 기억을 잃지만 이 사건의 주범은 자취를 감춰 행방을 알 수 없다. 간부지는 당시 사건에 의문을 품고 진실을 밝히기 위해 본격적인 수사를 시작한다

## 등장 인물
- 위지웨이 (于济玮) - 간부지 역
- 왕뤄산 (王若珊) - 전십칠 역
- 왕옌양 (王燕阳) - 조아환 역
- 마저한 (马泽涵) - 명월 역
- 두야페이 (杜亚飞) - 엽소소 역
- 돤츄쉬 (Andy) - 이이야 역
- 하오솨이 (郝帅) - 왕노대 역